# Rusheen McDonald
Rusheen McDonald, född den 17 augusti 1992 i Mandeville, är en jamaicansk friidrottare.
Han tog OS-silver på 4 x 400 meter stafett i samband med de olympiska friidrottstävlingarna 2016 i Rio de Janeiro..